# Stuyahok (Bonasila)
Pour les articles homonymes, voir Stuyahok.
La rivière Stuyakok est un cours d'eau d'Alaska, aux États-Unis située dans la  région de recensement de Yukon-Koyukuk. C'est un affluent de la rivière Bonasila elle-même affluent du fleuve Yukon.

## Description
Longue de 75 milles (121 km), elle coule en direction du nord et se jette dans la rivière Bonasila, à 38 milles (61 km) au nord-ouest d'Holy Cross.

## Sources
- (en) « Stuyahok (Bonasila) », Geographic Names Information System